# Elżbieta Dynia
Elżbieta Janina Dynia (ur. ok. 1950) – polska prawnik, doktor habilitowany nauk prawnych, specjalistka w zakresie prawa międzynarodowego publicznego i prawa europejskiego, prorektor Uniwersytetu Rzeszowskiego.

## Życiorys
W 1974 ukończyła studia prawnicze w Rzeszowskiej filii Uniwersytetu Marii Curie-Skłodowskiej w Lublinie. W 1981 uzyskała stopień doktora nauk prawnych (specjalność: prawo międzynarodowe) na macierzystym wydziale na podstawie napisanej pod kierunkiem Lecha Antonowicza pracy pt. Charakter prawnomiędzynarodowy Brytyjskiej Wspólnoty Narodów. W 1998 habilitowała się tamże po obronie rozprawy pt. Uznanie rządu w prawie międzynarodowym. 16 lutego 2022 otrzymała tytuł profesora nauk społecznych W pracy naukowej specjalizowała się w zakresie prawa międzynarodowego publicznego i europejskiego, w tym problematyki uznania państwa, uznania rządu, ochrony praw człowieka, statusu cudzoziemców i udziału państw w obrocie międzynarodowym, a także międzynarodowego prawa karnego i lotniczego.
Zawodowo związana głównie z rzeszowską filią UMCS (następnie Uniwersytetem Rzeszowskim), gdzie doszła do stanowiska profesora. Objęła na nim stanowisko kierownik Zakładu Prawa Międzynarodowego i Prawa Europejskiego (zajmowane od 2000 przez około 20 lat). Pełniła funkcję prodziekana ds. studiów dziennych Wydziału Prawa i Administracji Uniwersytetu Rzeszowskiego (2002–2005), w kadencji 2008–2012 była prorektorem ds. studenckich i kształcenia URz. Została także profesorem nadzwyczajnym Wyższej Szkoły Biznesu – National Louis University w Nowym Sączu, profesorem Wyższej Szkoły Administracji i Zarządzania w Przemyślu oraz kierownikiem Katedry Administracji Publicznej w Wyższej Szkole Inżynieryjno-Ekonomicznej w Rzeszowie. Promotorka co najmniej 3 rozpraw doktorskich.
Autorka co najmniej 78 prac naukowych, w tym kilka monografii. Została członkiem Polskiego Stowarzyszenia Prawa Europejskiego i Rzeszowskiego Towarzystwa Naukowego. Wchodziła w skład zarządu polskiego oddziału Stowarzyszenia Prawa Międzynarodowego (ILA).
W 2004 otwierała listę wyborczą Socjaldemokracji Polskiej w wyborach europejskich w okręgu nr 11. W 2005 bezskutecznie kandydowała z ramienia SdPl do Sejmu w okręgu rzeszowskim.

## Odznaczenia
W 2009 odznaczona Złotym Krzyżem Zasługi.